# چارلز هنری گاردنر
چارلز هنری گاردنر (انگلیسی: Charles Gairdner; ۲۰ مارس ۱۸۹۸ – ۲۲ فوریهٔ ۱۹۸۳) نظامی و سیاستمدار اهل بریتانیا بود. وی همچنین برندهٔ جوایزی همچون نشان امپراتوری بریتانیا، نشان سلطنتی ویکتوریایی، و نشان حمام شده‌است.